# Rosières-près-Troyes

Rosières-près-Troyes este o comună în departamentul Aube din nord-estul Franței. În 1 ianuarie 2022 avea o populație de 4.866 de locuitori.